# Природный газ на Украине
Природный газ является одним из важнейших видов энергоносителей на Украине. На природный газ приходится 27 % конечного потребления энергоносителей в стране (по данным за 2019 год).

## Добыча
В 2020 году добыча газа на Украине составила 20 млрд м³. Основными газодобывающими регионами являются Харьковская область (45 % добычи в 2019 году), Полтавская область (44 %) и Львовская область (4 %).
Крупнейшей на Украине компанией по добыче газа является «Укргаздобыча» (входит в состав «Нафтогаза Украины»). На неё приходится около 70 % объёма добычи газа в стране.
Основные месторождения газа, эксплуатируемые «Укргаздобычей»:
- Шебелинское (Харьковская область)
- Западно-Крестищенское (Харьковская область)
- Яблуновское (Полтавская область)
- Ефремовское (Харьковская область)
- Мелеховское (Харьковская область)

## Импорт
Украина удовлетворяет значительную часть потребностей в природном газе за счёт импорта.
Общий объём импорта природного газа на Украину в 2020 году составил 16 млрд м³. В том числе импорт из Словакии составил 10 млрд м³, из Венгрии — 4 млрд м³, из Польши — 1,5 млрд м³. 45 % объёма было импортировано с помощью т. н. «виртуального реверса».
По данным Министерства экономики Украины, средняя цена импорта газа на Украину в августе 2021 года составила $428 (11,5 тыс. гривен) за 1000 м³.

## Транспортировка
Магистральные газопроводы на Украине эксплуатируются компанией «Оператор ГТС Украины». Мощность газотранспортной системы на входе — 281 млрд м³, на выходе — 146 млрд м³. Протяжённость магистральных газопроводов составляет 33 тыс. км.
В 2020 году Украина транспортировала через свою территорию 56 млрд м³ российского природного газа. Из этого объёма на территорию Словакии было поставлено 39 млрд м³, Венгрии — 10 млрд м³, Польши — 4 млрд м³, Молдавии — 3 млрд м³, Румынии — 1 млрд м³.

## Потребление
Потребление природного газа на Украине в 2020 году составило 30 млрд м³. Структура конечного потребления природного газа на Украине по данным за 2019 год: бытовой сектор — 51 %, промышленность — 20 %, трубопроводный транспорт — 11 %, прочее — 18 %. В промышленности крупнейшими потребителями газа являются чёрная металлургия (52 % промышленного потребления), промышленность стройматериалов (15 %), горнодобывающая промышленность (10 %), химическая промышленность (7 %), пищевая промышленность (6 %), цветная металлургия (5 %), машиностроение (4 %).
По данным Госстата Украины, в I полугодии 2021 года средняя цена на природный газ для бытовых потребителей составила 9189 гривен с НДС за тыс. м³, для небытовых потребителей — 8947 гривен.

## Биржевая торговля
Биржевая торговля природным газом осуществляется на «Украинской энергетической бирже» (УЭБ). По данным этой биржи, УЭБ является «единственным источником рыночных цен на природный газ» на Украине.

## Газификация жилого фонда
Доля квартир на Украине, оборудованных природным газом по состоянию на 1 января 2021 года (% от количества квартир):
| Регион                    | Весь жилой фонд | Городская местность | Сельская местность |
| ------------------------- | --------------- | ------------------- | ------------------ |
| Украина                   | 74,0            | 84,8                | 54,1               |
| Винницкая область         | 63,7            | 88,0                | 42,2               |
| Волынская область         | 63,9            | 81,7                | 45,4               |
| Днепропетровская область  | 85,2            | 89,7                | 63,0               |
| Донецкая область          | 62,5            | 68,4                | 24,5               |
| Житомирская область       | 63,5            | 84,8                | 40,1               |
| Закарпатская область      | 74,1            | 87,6                | 63,2               |
| Запорожская область       | 76,3            | 87,7                | 43,1               |
| Ивано-Франковская область | 83,4            | 92,9                | 75,1               |
| Киев                      | 67,4            | 67,4                | -                  |
| Киевская область          | 84,6            | 85,7                | 83,4               |
| Кировоградская область    | 69,2            | 96,1                | 23,5               |
| Луганская область         | 68,9            | 70,3                | 65,3               |
| Львовская область         | 86,2            | 93,7                | 73,7               |
| Николаевская область      | 72,9            | 88,4                | 42,0               |
| Одесская область          | 64,2            | 80,7                | 32,3               |
| Полтавская область        | 81,6            | 89,0                | 71,9               |
| Ровненская область        | 57,9            | 68,4                | 47,8               |
| Сумская область           | 76,1            | 94,5                | 44,5               |
| Тернопольская область     | 84,6            | 95,9                | 75,3               |
| Харьковская область       | 80,2            | 86,3                | 56,4               |
| Херсонская область        | 69,2            | 88,5                | 30,6               |
| Хмельницкая область       | 76,9            | 93,6                | 58,0               |
| Черкасская область        | 73,1            | 96,4                | 50,3               |
| Черниговская область      | 65,4            | 91,6                | 36,4               |
| Черновицкая область       | 70,2            | 93,1                | 54,2               |

## Статистика
| Показатель                                                        | 1992  | 1995  | 2000  | 2005  | 2010 | 2015 | 2016 | 2017 | 2018 | 2019 | 2020 |
| ----------------------------------------------------------------- | ----- | ----- | ----- | ----- | ---- | ---- | ---- | ---- | ---- | ---- | ---- |
| Общее использование природного газа на Украине, млрд м³           | 113,4 | 85,4  | 73,4  | 76,4  | 57,6 | 33,8 | 33,2 | 32   | 32,3 | 29,8 |      |
| Использование природного газа промышленностью Украины, млрд м³    |       |       | 37,6  | 33,6  | 23   | 11,2 | 9,9  |      |      |      |      |
| Объём транзита российского природного газа через Украину, млрд м³ | 122,9 | 137,7 | 120,6 | 136,4 | 98,6 | 67,1 | 82,2 | 93,5 |      |      | 55,8 |